# Arrondissement Florac
Arrondissement Florac (fr. Arrondissement de Florac) je správní územní jednotka ležící v departementu Lozère a bývalém regionu Languedoc-Roussillon ve Francii. Člení se dále na 7 kantonů a 50 obcí.

## Kantony
- Barre-des-Cévennes
- Florac
- Le Massegros
- Meyrueis
- Le Pont-de-Montvert
- Saint-Germain-de-Calberte
- Sainte-Enimie